# Йосиф (Мілян)
Йосиф Мілян (нар. 6 липня 1956, Добряни, Городоцький район, Львівська область) — єпископ-помічник Київської архієпархії УГКЦ.

## Ранні роки
Народився в родині греко-католиків.
У 1963—1971 роках навчався у 8-річній школі с. Добряни.
1974 року здобув середню спеціальну освіту.
Впродовж 1974—1976 років перебував на військовій службі. Одразу по її закінченні почав глибше цікавитися Церквою та її наукою.

## Монашество
У той час підпільну громаду нелегально діючої тоді греко-католицької парафії Святого Івана Богослова в Добрянах Городоцьких обслуговував ієромонах Василь (Вороновський), від якого він довідався про чернецтво (зокрема студитське) та підпільну семінарію.
5 січня 1979 р. отримав благословення о. Юліяна (Вороновського) (тоді настоятеля Студіону) на початок кандидатури до монастиря.
8 березня 1983 р. зложив вічні обіти-схиму і прийняв ім'я Йосиф (світське ім'я Іван).
Під час підпільного монашого життя намагався спільно, наскільки можливо, провадити монаше життя. Студіював семінарійний курс і проходив священичу та монашу формацію під проводом о. Юліяна Вороновського, інших ієреїв Студіону та єпархіального духовенства. У 1980-х роках відбулися зустрічі з Митрополитом Володимиром (Стернюком), якому складав частину іспитів з теологічних предметів.

## Молодіжний апостолят
9 травня 1984 р. отримав дияконські, а 30 грудня 1984 р. — ієрейські свячення (святитель — владика Володимир (Стернюк)).
З 1984 р. і до часу виходу УГКЦ з підпілля працював на Львівському заводі «Біофізприлад».
Як священик в підпіллі працював з катехитичними групами дітей та молоді. Обслуговував вірних у різних парафіях Яворівського, Перемишлянського та інших районів Львівської області.
Після виходу Церкви з підпілля служив у парафії с. Унів та навколишніх сіл Золочівського району. Пізніше як перший греко-католицький священик після легалізації УГКЦ служив у Студитському монастирі Св. пророка Іллі у Яремчі та обслуговував парафію м. Яремча-Дора і с. Ямна Надвірнянського деканату Івано-Франківської єпархії.
Восени 1990 року, після повернення Собору Св. Юра, служив у ньому майже рік як сотрудник.
1992 року покликаний проводом монастиря до монашої обителі Св. Йосифа у Львові та призначений настоятелем.
1992 року розпочав студії в Інституті літургічно-пасторальної формації Люблінського католицького університету. У червні 1996 року захистив магістерську працю у ЛКУ і отримав ступінь магістра богослов'я.
12 червня 1997 року, згідно з успішно складеними ліценціатськими іспитами, здобув ступінь ліценціата та продовжив студії над докторською працею «Християнська формація мирян у світлі писань Митрополита Андрея Шептицького» (у ЛКУ).
У травні 1993 року Блаженніший Мирослав-Іван (Любачівський) призначив його духовним опікуном (провідником) християнських молодіжних організацій. У лютому 1997 року декретом єпископа-помічника Глави УГКЦ призначений головою Патріаршої комісії у справах молоді.

## Єпископство

Єпископський герб владики Йосифа Міляна

З березня 1997 року призначений настоятелем храму Пресвятої Євхаристії у Львові, Центру душпастирства молоді УГКЦ. 1998 року зініціював та організував проведення щорічного різдвяного фестивалю «Велика Коляда».
З травня 1998 року отримав благословення Глави УГКЦ на працю в Європейському комітеті академічного душпастирства, створеного Папською конгрегацією католицького виховання та Римським вікаріатом.
Декретом Глави УГКЦ Блаженнішого Любомира від 1 листопада 2008 року призначений настоятелем церкви Благовіщення Пресвятої Богородиці при Патріаршому соборі Воскресіння Христового, та іншим декретом призначений головою Комісії культури Київської архиєпархії.
16 квітня 2009 року Святіший Отець Венедикт XVI поблагословив рішення Синоду Єпископів УГКЦ про призначення ієромонаха Йосифа (Міляна) єпископом-помічником Київської архиєпархії. Новому єпископу уділено титулярний престол Друзиліана.
Архиєрейська хіротонія відбулася 18 червня 2009 року у Патріаршому соборі Воскресіння Христового (м. Київ, вул. Микільсько-Слобідська, 5). Головним святителем, у присутності Блаженнішого Любомира, був Високопреосвященний Владика Іван (Мартиняк), Митрополит Перемишльсько-Варшавський, а співсвятителями — Владика Юліан (Вороновський), Єпарх Самбірсько-Дрогобицький, і Владика Петро (Стасюк), Єпарх для українців-католиків в Австралії, Новій Зеландії та Океанії.